# نفلاوية
القبيلة النفلاوية (الاسم العلمي:Trifolieae) هي قبيلة نباتية تتبع الفصيلة البقولية من رتبة الفوليات.

## الأجناس التابعة لهذه القبيلة
- الحلبة (الاسم العلمي: Trigonella)
- الحندقوق (الاسم العلمي: Melilotus)
- الشبرق (الاسم العلمي: Ononis)
- الفصة (الاسم العلمي: Medicago)
- النفل (الاسم العلمي: Trifolium)